# Hector Sonon
Hector Sonon est un scénariste et dessinateur de bande dessinée né le 23 octobre 1970 à Cotonou, au Bénin, où il vit et travaille.

## Biographie
Dessinateur et caricaturiste, il a publié ses premiers dessins dans le premier journal indépendant du Bénin, La Gazette du Golfe, puis dans un journal satirique Le Cafard enchaîné qui publie ses premières planches. En 1990 paraît son premier album Zinsou et Sagbo. Grâce aux divers ateliers de bande dessinée animés par Loustal, Jano, Barly Baruti, Franck Giroud, Ptiluc, François Boucq et Christian Cailleaux, il améliore sa formation : il apprend ainsi sur le tas et participe à divers salons et festivals de BD. 
Il collabore ensuite à Kpakpa Désenchanté au Togo de 1993 à 1995 et à Africa Comix.
Il réalise également des albums illustrés pour enfants Mais qu'est-ce qu'il a Dodo ? en 1997, Afi et le tambour magique en 1999, Abalo a le palu en 2004. Invité au second Festival International de la BD d'Alger (FIBDA) en 2009, il participe à l'album collectif La BD conte l'Afrique.
Dessinateur éclectique, Hector Sonon continue à fournir de nombreux dessins de commandes pour les ministères de son pays. Il publie aussi bien de la caricature de presse et du dessin comique, que des illustrations pédagogiques pour la jeunesse et des bandes dessinées plus réalistes.

## Publications

### Bandes dessinées
- L'Afrique en partage, scénario et dessins de Jason Kibiswa, Odia, Hector Sonon, Al'Mata, T.T. Fons, Éditions Dapper / Atelier Fons, 2014[3]
- Toubab or not Toubab, roman de Jean-Claude Derey, adaptation de Mathias Mercier, dessins Hector Sonon, Rivages/Casterman/Noir, 2012
- Koffi Azé, Star Editions à Cotonou, 2009
- La BD conte l'Afrique (collectif), Ed. Dalimen, 2009

### Illustrations pour la littérature jeunesse
- Abalo a le palu, Ruisseaux d'Afrique coll. « Enfants et Santé », 2004
- Semado, Gontran, Le caméléon de Codjo, Ruisseaux d'Afrique et Editions Burnie, 2002 (ISBN 978-99919-970-0-1)
- Afi et le tambour magique, EDICEF le Flamboyant, 1999
- Mais qu'est-ce qu'il y a Dodo ?, Nouvelles éditions ivoiriennes, Abidjan 1997
- Les aventures de Zinsou et Sagbo : Le temple des pythons , Editions Ruisseaux d'Afrique, coll 9e Rêve, Bénin 2022

### Expositions
En 2008, il collabore à la préparation de la grande exposition itinérante hollandaise, Picha, consacrée à la BD africaine. Il a présenté également, avec le soutien de la Fondation Zinsou et la collaboration du restaurant L'Atelier à Cotonou, Cotonou Jazz, une exposition d'une soixantaine de dessins à l'encre de chine sur les musiciens de jazz.
En février 2013, une exposition rétrospective est consacrée à Hector Sonon à la Fondation Zinsou. C'est la première fois en Afrique noire francophone qu'une telle exposition est consacrée à un artiste de bande dessinée.

## Prix et distinctions
- Hector Sonon a obtenu le Prix Africa & Mediterraneo 2007-2008, Section « Réflexions sur les Droits de l'Homme » pour ses planches intitulées : Darfour.
- Il a reçu le « Prix Découvertes » lors des Journées Africaines de la Bande Dessinée 1998 à Libreville.